# Karlsroute
Die Karlsroute ist ein internationaler Radfernweg, der über den Westerzgebirgskamm führt und sowohl die Städte Aue und Karlsbad als auch den Mulderadweg in Sachsen mit dem Egerradweg in Böhmen verbindet. 

## Beschreibung

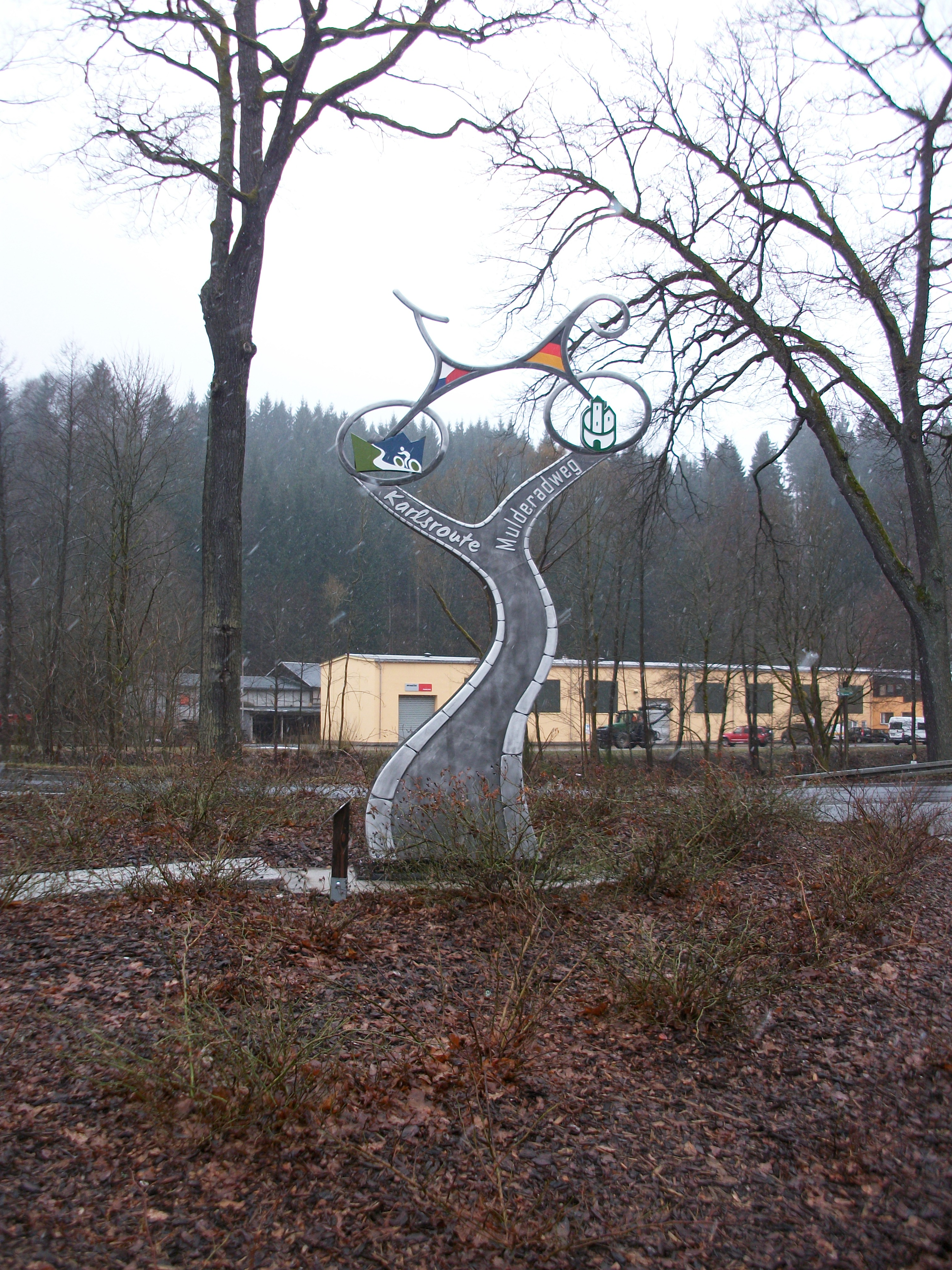
Blauenthal, Trennung von Mulderadweg und Karlsroute

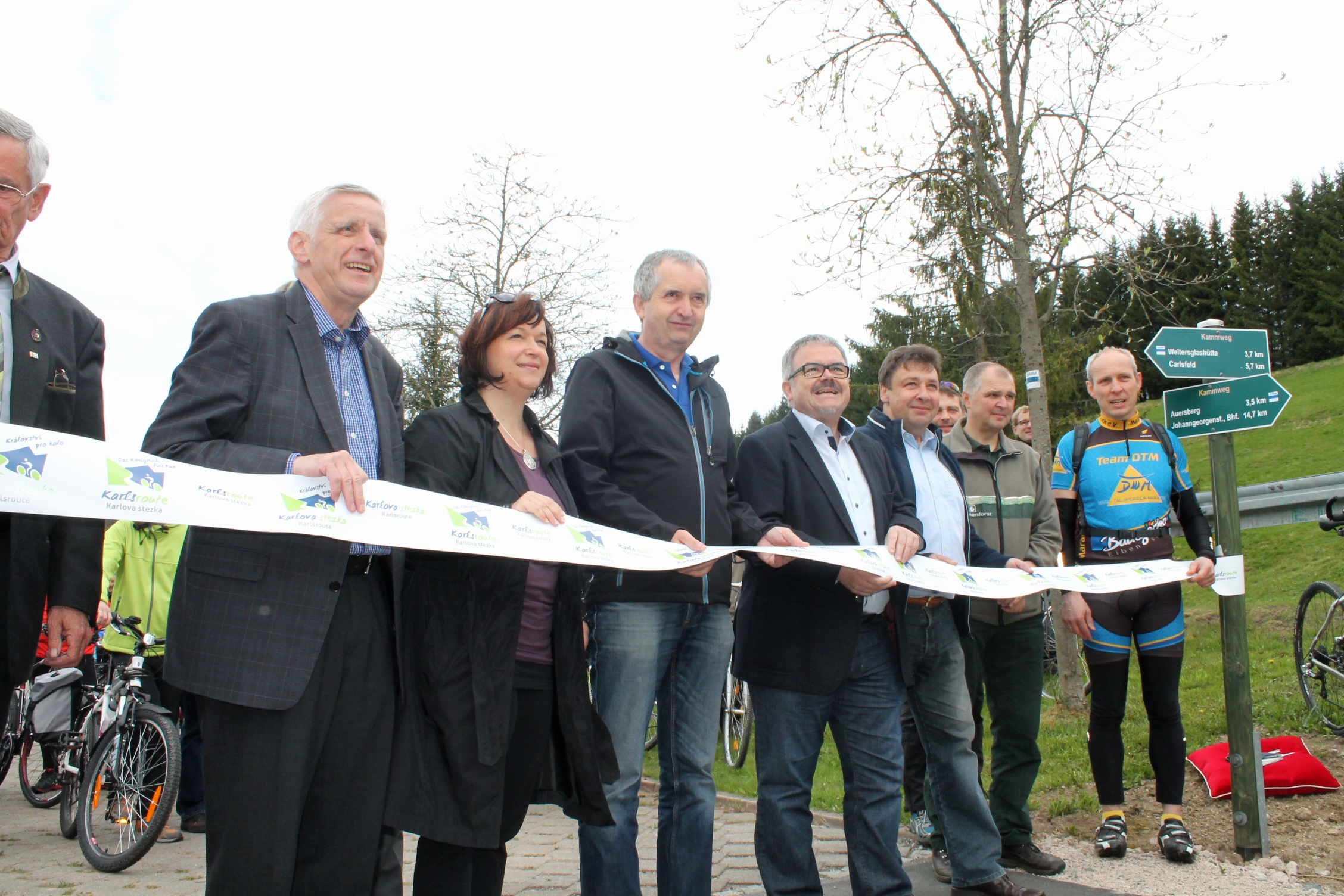
9. Mai 2015, Einweihung der Karlsroute in Wildenthal

Die Karlsroute verläuft meistens auf wenig befahrenen öffentlichen Straßen und Wanderwegen, aber zu einem kleinen Teil auch auf künstlich angelegten Radwegen. Die Strecken sind nicht durchgängig asphaltiert. Der Schwierigkeitsgrad der Routen reicht von leicht bis schwer. Die Länge der Hauptroute beträgt etwa 60 km, dazu kommen vier Nebenrouten mit weiteren rund 100 km Länge. Auf deutscher Seite führt die Strecke zwischen Aue und Blauenthal auf der ehemaligen Trasse der Bahnstrecke Chemnitz–Adorf entlang. Zwischen Blauenthal und der tschechischen Grenze bei Oberwildenthal verläuft die Radroute im Tal der Großen Bockau. Der Radfernweg verläuft auf tschechischer Seite weitgehend parallel zur Bahnstrecke Karlovy Vary–Johanngeorgenstadt im Tal der Rolava (Rohlau).

## Geschichte
Der Radweg entstand ab 2012 in Zusammenarbeit der Stadt Eibenstock, des Zweckverbands Muldentalradweg (Aue, Bad Schlema, Bockau, Eibenstock, Lauter-Bernsbach, Schönheide, Zschorlau), des Gemeindeverbandes Bystřice (Abertamy, Horní Blatná, Pernink, Potůčky) und der Gemeinde Nové Hamry im Rahmen des „Ziel 3-Programms zur Förderung der grenzübergreifenden Zusammenarbeit 2007-2013 zwischen dem Freistaat Sachsen und der Tschechischen Republik“ mit einem Finanzrahmen von ca. 2,2 Mio. Euro. Er wurde zu 85 % aus dem Europäischen Fonds für regionale Entwicklung (EFRE) gefördert und am  9. Mai 2015 in Wildenthal eingeweiht. 
Aktuell arbeiten die Projektpartner an einer Erweiterung der Karlsroute bis Chemnitz.  
So soll die Hauptroute ab Aue über Hartenstein und Oelsnitz/Erzgeb. bis nach Chemnitz um ca. 50 km verlängert werden, sodass sich die Gesamtlänge der „Karlsroute“ auf ca. 110 km erhöht. Bei der Routenführung sollen bestehende bzw. im SachsenNetz Rad (Sächsische Radverkehrskonzeption, 2014) aufgeführte Radrouten Berücksichtigung finden. Zudem sollen folgende weitere 4 Nebenrouten ausgewiesen werden, um eine noch breitere radtouristische Erschließung des Grenzraumes zu erreichen:
- „Talsperrenrunde Eibenstock“ (ca. 35 km), (DE / Eibenstock–Schönheide–Stützengrün–Eibenstock)
- „Porzellanroute“ (ca. 45 km), (CZ / Nová Role–Chodov–Loket–Karlovy Vary–Nová Role)
- „Eisenroute“ (ca. 6 km), (CZ / Pernink–Horní Blatná)
- „Wistritzroute“ (ca. 29 km), (CZ / Abertamy–Lípa–Merklín–Hroznětín–Děpoltvice–Nová Role)

Teilweise sind die Routenabschnitte schon heute befahrbar. Die Projektfertigstellung und Beschilderung soll 2020 abgeschlossen werden.

## Öffentliche Verkehrsmittel
Der Radfernweg verläuft auf tschechischer Seite weitgehend parallel zur Bahnstrecke Karlovy Vary–Johanngeorgenstadt, die zum Liniennetz des EgroNet gehört. Hierfür existiert das EgroNet-Ticket, ein spezielles Nahverkehrsticket, welches die Mitnahme eines Fahrrades einschließt und auf fast allen Eisenbahn- und Bus-Strecken der Region anerkannt wird.